# Munkark
Munkark eller munk kallades inom boktryckeriet ett pappersark som under tryckningen med handpress inte noggrant överdragits med handvalsen, utan företedde mattare färg på vissa ställen. Termen härstammar från tyskan (Mönch) och har uppkommit genom en jämförelse mellan de ljusa fläckarna i arket och tonsuren hos munkarna.